# White Fox
White Fox Co., Ltd. (株式会社WHITE FOX, Kabushiki-gaisha Waito Fokkusu) é um estúdio de animação japonesa fundado em abril de 2007. Antes, fazia parte do estúdio OLM. Apesar de ser um estúdio ainda novo, ficou famoso pela adaptação da visual novel Steins;Gate. Outro de seus trabalhos que alcançou sucesso foi Re:Zero Kara Hajimeru Isekai Seikatsu.

## Trabalhos
- Tears to Tiara (2009)

- Katanagatari (2010)
- Steins;Gate (2011)
- Jormungand (2012)
- Jormungand: Perfect Order (2012)
- Hataraku Mao-sama! (2013)
- Gochuumon wa Usagi Desu ka? (2014)

- Akame Ga Kill! (2014)

- Utawarerumono Itsuwari no Kamen (2015)
- Re:Zero Kara Hajimeru Isekai Seikatsu (2016)
- Soushin Shoujo Matoi (2016)
- Zero kara Hajimeru Mahou no Sho (2017)
- Shoujo Shuumatsu Ryokou (2017)
- Goblin Slayer (2018)
- Assassins Pride (2019)
- Arifureta Shokugyou de Sekai Saikyou (2019)
- Kono Yuusha ga Ore Tueee Kuse ni Shinchou Sugiru (2019)
- Re:Zero Kara Hajimeru Isekai 2 (2020-2021)
- Re:Zero Kara Hajimeru Isekai 3 (2024-2025)